# Chymsydia
Chymsydia es un género de plantas herbáceas perteneciente a la familia de las apiáceas.  Comprende 2 especies descritas y  aceptadas.

## Taxonomía
El género fue descrito por Nicholas Mikhailovic Albov y publicado en Bulletin de l'Herbier Boissier 3: 233. 1895. La especie tipo es: Chymsydia agasylloides (Albov) Albov		

## Especies
A continuación se brinda un listado de las especies del género Chymsydia aceptadas hasta julio de 2011, ordenadas alfabéticamente. Para cada una se indica el nombre binomial seguido del autor, abreviado según las convenciones y usos.
- Chymsydia agasylloides (Albov) Albov
- Chymsydia colchica (Albov) Woronow ex Grossh.